# 1556
- Wikisource

| Calendário gregoriano                                                        | 1556 MDLVI                                             |
| Ab urbe condita                                                              | 2309                                                   |
| Calendário arménio                                                           | 1005 – 1006                                            |
| Calendário bahá'í                                                            | -288 – -287                                            |
| Calendário budista                                                           | 2100                                                   |
| Calendário chinês                                                            | 4252 – 4253 Início a 10 de fevereiro (aproximadamente) |
| Calendário copta                                                             | 1272 – 1273                                            |
| Calendário etíope                                                            | 1548 – 1549                                            |
| Calendários hindus - Vikram Samvat - Calendário nacional indiano - Cáli Iuga | 1611 – 1612 1477 – 1478 4656 – 4657                    |
| Calendário Holoceno                                                          | 11556                                                  |
| Calendário islâmico                                                          | 963 – 964                                              |
| Calendário judaico                                                           | 5316 – 5317                                            |
| Calendário persa                                                             | 934 – 935                                              |
| Calendário rúnico                                                            | 1806                                                   |
| Calendário solar tailandês                                                   | 2099                                                   |

1556 (MDLVI, na numeração romana) foi um ano bissexto do século XVI do Calendário Juliano, da Era de Cristo, e as suas letras dominicais foram E e D (53 semanas), teve início a uma quarta-feira e terminou a uma quinta-feira.
| Ano completo                           |
| -------------------------------------- |
| Ano bissexto com início à quarta-feira |

## Eventos
- Com o falecimento de Pero Anes do Canto, nesta data, o seu corpo foi sepultado na Capela do Senhor Jesus Velho ou de Nossa Senhora de Lurdes, cuja construção se deve à família Canto e Castro.[1]
- Canato de Astrakhan anexado pelo Império Russo, o qual passa a ter acesso ao Rio Volga.
- Invasão da Madalena do Mar, ilha da Madeira, por franceses.
- 23 de Janeiro - Um sismo atinge as províncias chinesas de Shaanxi, Shanxi e Henan, causando a morte de 830 mil pessoas. Este foi o sismo que mais causou vítimas fatais em toda a história.
- 9 de Março - Confirmação de D. Jorge de Lemos no cargo de Bispo do Funchal pelo Papa Paulo IV.
- 6 de Agosto -  Naufrágio na Baía de Angra da nau Nossa Senhora da Vitória, da Carreira das Índias.[2]
- 6 de Agosto - Naufrágio na Baía de Angra da nau Nossa Senhora da Assunção, Carreira das Índias.[2]

## Nascimentos
- - 8 de Janeiro - Uesugi Kagekatsu, samurai e guerreiro japonês (m. 1623).
  - 8 de Janeiro - Giuseppe da Leonessa, presbítero e religioso italiano (m. 1612).
  - 7 de Fevereiro - Maria de Nassau, Condessa de Buren, filha de Guilherme, O Taciturno (1533-1584) (m. 1616).
  - 21 de Fevereiro - Sethus Calvisius, Seth Kalwitz, compositor e reformador do calendário alemão (m. 1615).
  - 23 de Fevereiro - Henry Briggs, matemático inglês (m. 1630).
  - 7 de Março - Guillaume du Vair, filósofo e chefe de estado francês (m. 1621).
  - 21 de Março - Jakob Salès, monge e mártir (m. 1593).
  - 8 de Abril - David Höschel, David Hoschelius, pedagogo e bibliotecário alemão (m. 1617).
  - 19 de Abril - Maria, Marquesa de Lanzo, casada com Filippo d’Este (1537-1592 (m. 1580).
  - 27 de Abril - François Béroalde de Verville, poeta e novelista francês (m. 1626).
  - 16 de Maio: Matthäus Enzlin, jurista alemão (m. 1613).
  - 31 de Maio - Jerzy Radziwiłł II, bispo de Cracóvia (m. 1600).
  - 6 de Junho - Edward la Zouche, 11° Barão Zouche, político e diplomata inglês (m. 1625).
  - 13 de Junho - Pomponio Nenna, compositor italiano (m. 1613).
  - 13 de Junho - Christopherus  Brunner, médico alemão (m. 1619).
  - 24 de Junho - Vittorie e Jeanne de Valois, gêmeas nati-mortas e filhas de Henrique II de França e de Catarina de' Medici. (m. 1556).
  - 28 de Junho - Phillip Howard, 20° Conde de Arundel (m. 1595).
  - 22 de Julho - Otto Henrique do Palatinato-Sulzbach, filho do conde-palatino Wolfgang von Zweibrücken (1526-1569) (m. 1604).
  - 25 de Julho - George Peele, dramaturgo inglês (m. 1596).
  - 25 de Julho - Johannes Obsopaeus, filólogo, médico, Professor de Medicina e de Botânica em Heidelberg (m. 1596).
  - 26 de Julho - James Melville, teólogo e reformador escocês (m. 1614).
  - Agosto - D. Violante do Canto m. 1599) foi uma aristocrata açoriana que se distinguiu na crise de sucessão de 1580, ao dar apoio a António I de Portugal na luta contra Filipe II de Espanha.
  - 4 de Agosto - Franz Modius, François de Maulde, filólogo, jurista e humanista flamengo (m. 1597).
  - 10 de Agosto: Philipp Nicolai, compositor, pregador luterano, sacerdote e poeta (m. 1608). Philipp Nicolai - (1556-1608).

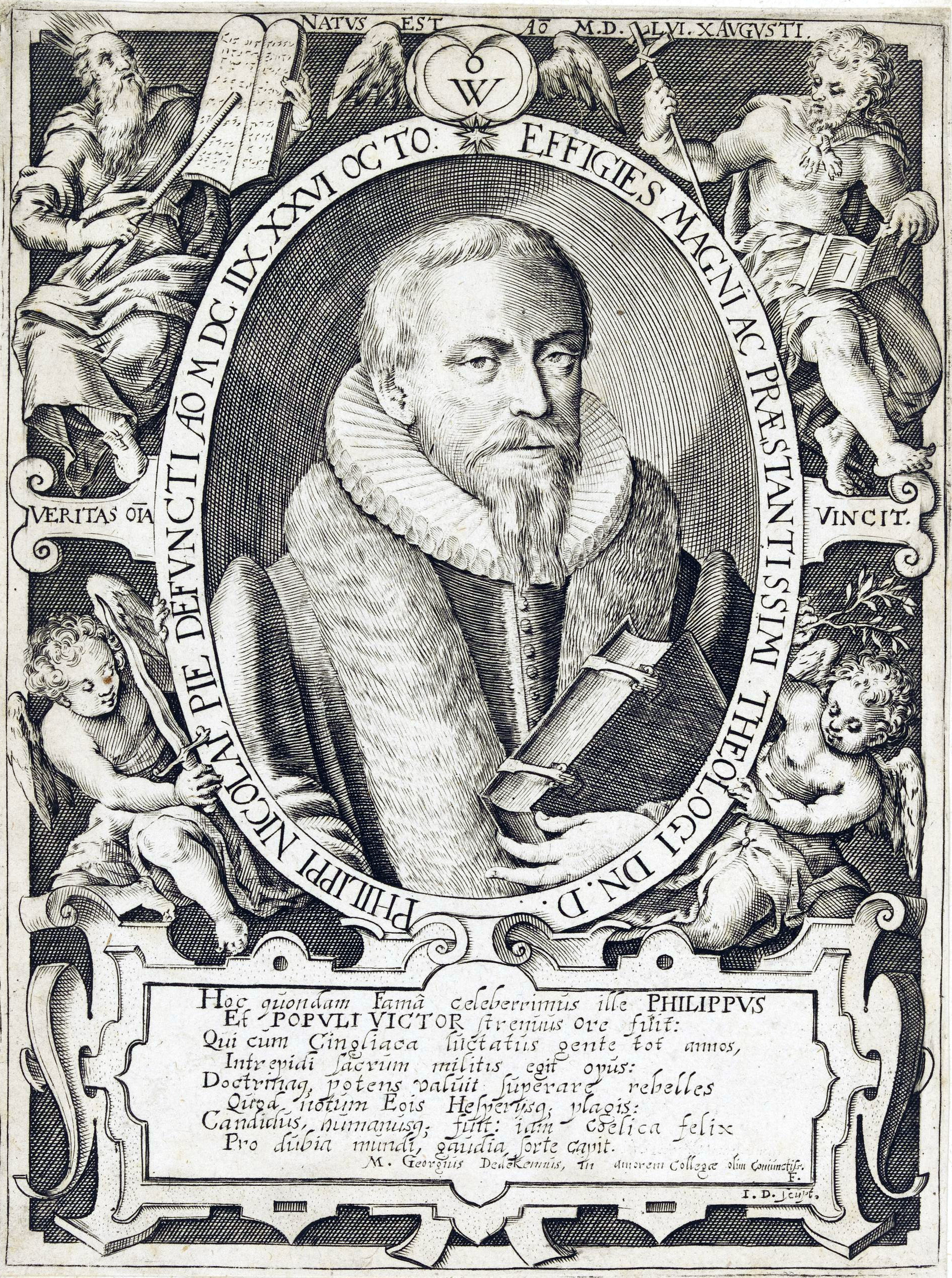
Philipp Nicolai - (1556-1608).

  - 16 de Agosto - Bartolomeo Cesi, pintor italiano (m. 1629).  Bartolomeo Cesi (1556-1629), Dois homens se beijando, descalços, em Florença.

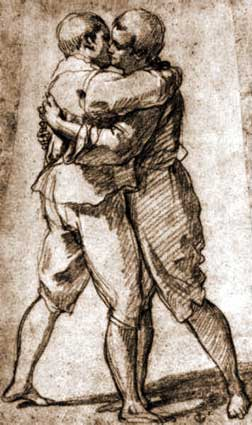
Bartolomeo Cesi (1556-1629), Dois homens se beijando, descalços, em Florença.

  - 17 de Agosto - Alexander Briant, jesuíta e mártir inglês (m. 1581).
  - 28 de Agosto - Carlo Conti, cardeal e bispo de Ancona (m. 1615).
  - 24 de Outubro - Giovanni Battista Caccini, escultor e arquiteto italiano (m. 1613).
  - 15 de Novembro - Jacques-Davy Duperron, cardeal e poeta francês (m. 1618).
  - 28 de Novembro - Francesco Contarini, 95° Doge de Veneza (m. 1624).
  - 9 de Dezembro - Georg Michael Lingelsheim, humanista e missivista alemão (m. 1636).
  - 14 de Dezembro - Hans Leonhard Fleiner, advogado alemão (m. 1624).
  - 19 de Dezembro - Alberto, Príncipe de Mecklenburgo, filho de João Alberto I, Duque de Mecklenburgo (1525-1576) (m. 1561).
  - 21 de Dezembro - Christian Friis, chanceler dinamarquês (m. 1616).
  - 27 de Dezembro - Jeanne de Lestonnac, religiosa francesa, sobrinha de Michel de Montaigne, fundadora da Compahia de Marie Notre-Dame, (m. 1640).

Datas desconhecidas
- - Anne Hathaway - esposa de Shakespeare (m. 1623).
  - Antonio Monetta, literato italiano (m. 1620).
  - Antonio Vassilacchi, pintor grego (m. 1629)
  - Aurelio Lomi, pintor italiano (m. 1622).
  - Carlo Maderno, arquiteto italiano (m. 1629).Carlo Maderno (1556-1629) - Basílica de São Pedro.

Carlo Maderno (1556-1629) - Basílica de São Pedro.

  - Decio Carafa, cardeal italiano e Arcebispo de Damasco (m. 1626).
  - Domenico Curtoni, arquiteto italiano (m. 1629).
  - Ekathotsarot, Rei de Ayutthaya na Tailândia (m. 1611).
  - Giovanni Bizzelli, pintor italiano (m. 1612).
  - Giuseppe Scala, médico e filósofo italiano (m. 1585).
  - Hieronymus der Jüngere Hrobschitzky von Hrobschitz, böhmischer Adeliger (m. 1603).
  - Jacob Paix, organista, construtor de órgãos, mestre de cappella, e compositor alemão (m. ca. 1623).
  - John Heminges, ator teatral britânico (m. 1630).
  - Lazzaro Tavarone, pintor italiano (m. 1641)
  - Margaret Clitherow, mártir inglesa (m. 1586).
  - Pedro Cão. Navegador Português (m.????).
  - Pietro Sorri, pintor italiano (m. 1622)
  - Shibata Katsutoyo, comandante militar japonês (m. 1583).
  - Sofia Elisabeth, filha ilegítima de João III da Suécia (1537-1592), (m. 1583).
  - Thomas West, II barone De La Warr (m. 1602).
  - Traiano Boccalini, escritor italiano (m. 1613).
  - Vincenzo Rustici, pintor italiano (m. 1632).

## Mortes
- Janeiro
  - 5 de Janeiro - Giuseppe Piantanida, teólogo italiano (n. 1485).
  - 6 de Janeiro - Adolfo IV de Nassau, Conde de Wiesbaden, (n. 1518).
  - 21 de Janeiro - São Maximo, O Grego, tradutor e erudito (n. 1470).
  - 21 de Janeiro - Eustace Chapuys, diplomata francês (n. 1489).
  - 22 de Janeiro - Archibald Douglas, 6° Conde de Angus (n. 1489).
  - 30 de Janeiro - Sebestyén Tinódi Lantos, poeta épico e historiador húngaro (n. 1510).
- Fevereiro
  - 12 de Fevereiro - Giovanni Poggio, cardeal italiano e bispo de Tropea, na Calábria (n. 1493).
  - 14 de Fevereiro - Joachim von Maltzan, militar e diplomata alemão (n. 1492).
  - 18 de Fevereiro - Johann V de Isenburg, Bispo de Isenburg (n. 1507).
  - 22 de Fevereiro: Humayun, segundo imperador mogol (n. 1508).
  - 26 de Fevereiro - Frederico II do Palatinato, O Sábio, Friedrich II. von Pfalz, príncipe-eleitor alemão (n. 1482).  Frederico II (1482-1556)
- Março

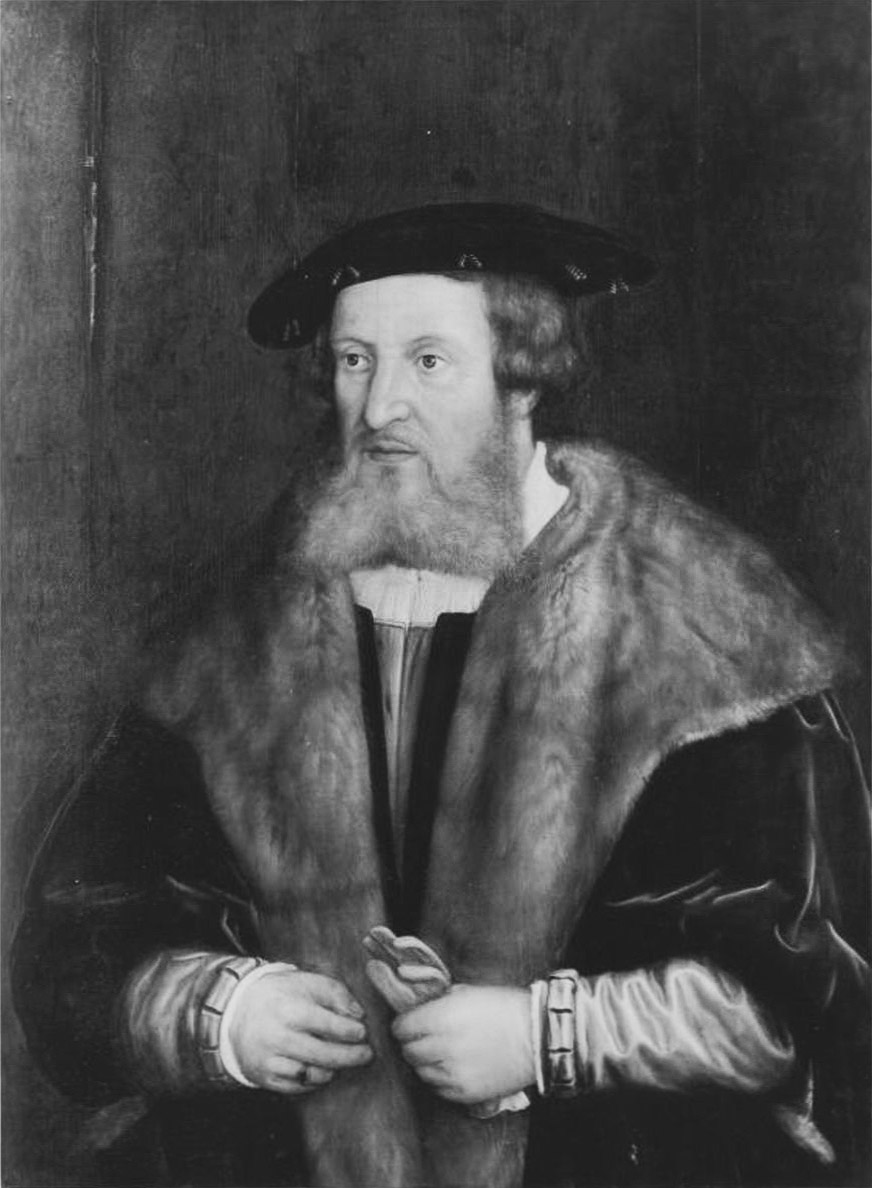
Frederico II (1482-1556)

  - 4 de Março - Leonhard Kleber, organista e compositor alemão (n. 1495).
  - 9 de Março - David Rizzio, Secretário de Maria da Escócia, assassinado por rebeldes protestantes (n. 1533).
  - 10 de Março - Conrad Clinge, frade alemão, guardião do convento de Erfurt (n. 1483).
  - 19 de Março - Levinus Ammonius, Lieven van der Maude, monge cartusiano belga (n. ?).
  - 21 de Março: Thomas Cranmer, reformador e arcebispo de Canterbury (n. 1489).
  - 24 de Março - Luís XV de Oettingen, conde alemão, filho de Wolfgang von Oettingen (1455-1522) (n. 1486).
  - 24 de Março - Wolfgang  Pfendtner, Superintendente alemão (n. ?).
- Abril
  - 6 de Abril - Conradus Pellicanus, teólogo e humanista alemão (n. 1478).
  - 7 de Abril - Jerónimo de Alderete, conquistador espanhol (n. 1518).
  - 18 de Abril - Luigi Alamanni, chefe de estado, poeta e autor teatral italiano (n. 1495).
  - 25 de Abril - Valentin Friedland, Valentin Troitschendorf, pedagogo alemão (n. 1490).
- Maio
  - 1 de Maio - Augustinus von Getelen, teólogo dominicano (n. 1495).
  - 4 de Maio - Luca Ghini, médico e botânico italiano (n. 1490).
  - 5 de Maio - William Stafford, militar britânico e segundo marido de Maria Bolena (1499-1543) (n. c1500)
  - 6 de Maio - Matthäus Eddeler, teólogo luterano alemão (n. ?).
  - 7 de Maio - Andrée de Nuremberg, Andreae Hieronymus, impressor, publicador, tipógrafo e gravador sobre madeira alemão (n. ?).
  - 14 de Maio - Lodovico Vistarini, condottiero italiano al servizio di Francesco II Sforza, duque de Milão (1494-1535) (n. 1491).
  - 20 de Maio - Weigand von Redwitz, Bispo de Bamberg (n. 1476).
  - 28 de Maio - Saitō Dōsan, 斎藤 道三, Serpente de Mino, senhor feudal e guerreiro japonês (n. 1494).
- Junho
  - 2 de Junho - Francesco Veniero, doge de Veneza (n. 1489).
  - 5 de Junho - Dom Miguel da Silva, Bispo de Viseu (1526) (n. 1486).
  - 8 de Junho - Martin Weiher, Bispo de Cammin, Alemanha (n. 1512).
  - 10 de Junho - Martin Agricola, compositor alemão (n. 1486).
  - 12 de Junho - Cristóbal de Castillejo, poeta espanhol (n. 1491).
  - 16 de Junho - Dom Pero Fernandes Sardinha, Primeiro bispo do Brasil, morreu durante um naufrágio, junto com outros 70 tripulantes, nas costas do atual estado de Alagoas. (n. 1496).
- Julho
  - 2 de Julho - François I de Laval, Bispo de Dol-de-Bretagne de 1528 à 1556.
  - 6 de Julho - Johann Nopel, O Velho, teólogo católico e bispo auxiliar de Colônia.
  - 9 de Julho - Eustachius Barbion, compositor francês.
  - 31 de Julho - Inácio de Loyola, fundador espanhol da Companhia de Jesus (n. 1491). Inácio de Loyola (1491-1556)
- Agosto

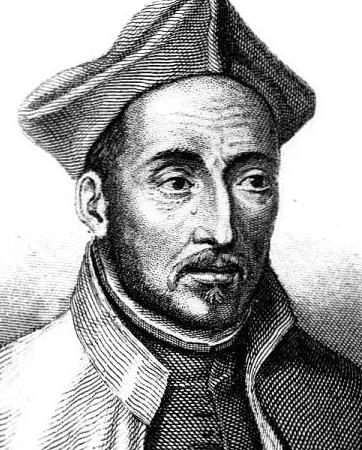
Inácio de Loyola (1491-1556)

  - 1 de Agosto: Girolamo da Carpi, pintor e arquiteto italiano (n. 1501).
  - 2 de Agosto - George Day, Bispo de Chichester (n. 1501).
  - 18 de Agosto - Pero Anes do Canto, exerceu os cargos de Provedor das Fortificações Ilha Terceira e Provedoria das Armadas n. 1480.
  - 19 de Agosto - Pomponio Algieri, estudante protestante de 25 anos que foi queimado vivo pela Inquisição Católica em Roma (n. 1531).
  - 19 de Agosto - Sebastiano Corrado, filólogo e humanista italiano (n. 1510).
  - 25 de Agosto - Catarina de Nassau, esposa de Wouter van der Meeren, Senhor de Saventhem (1529-1568) (n. 1509).
  - 28 de Agosto - David Joris, em latim Ioannes Davidus Georgius, teólogo flamengo (n. [c1501).
  - 29 de Agosto - Georg Kleinschmidt, médico alemão (n. 1498).
  - 31 de Agosto - Robert de Croÿ, bispo de Cambrai (n. 1507).
- Setembro
  - Setembro - Patrick Hepburn, 3° Conde de Bothwell, traidor escocês (n. 1512).
  - 7 de Setembro - Sebastian Gryphius, impressor e livreiro alemão (n. 1493).
  - 8 de Setembro - Martinus Frechtus, teólogo luterano e reformador alemão (n. 1494).
  - 13 de Setembro - Henricus Stolysen, pregador e confessor alemão (n. ?).
  - 18 de Setembro - Eduardo Courtenay, 1° conde de Devon, filho de Henrique Courtenay, 1° marquês de Exeter (1496-1539) (n. 1527).
  - 20 de Setembro - Adolfo III de Schauenburg, Adolfo X de Holstein, Arcebispo de Colônia de 1547 até 1556 (n. 1511).
  - 26 de Setembro - Mauro Fiorentino, Mauro de Firenze, teórico musical, organista, teólogo e astrônomo italiano (n. 1493).
- Outubro
  - 3 de Outubro - Bernhard von Hagen, teólogo e chanceler alemão (n. 1490).
  - 4 de Outubro: Johannes Knipstro, teólogo luterano e reformador alemão (n. 1497).
  - 15 de Outubro - André Des Freux, Andreas Frusius, teólogo, erudito e historiador francês (n. ?).
  - 21 de Outubro - Pietro Aretino, poeta e escritor italiano (n. 1492).  Pietro Aretino (1492-1556)

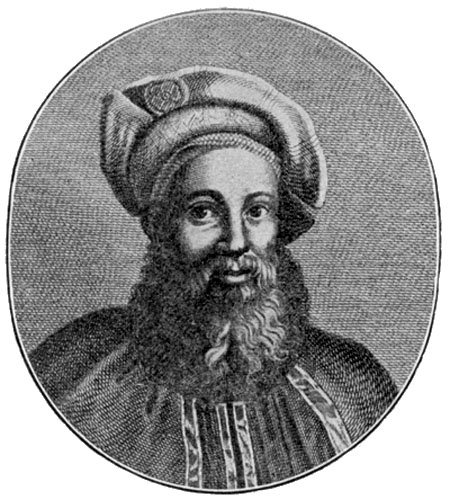
Pietro Aretino (1492-1556)

  - 21 de Outubro - Benedetto Fontanini, religioso italiano e Autor da obra: Beneficio di Christo (n. 1495).
  - 21 de Outubro - Matthes  Enderlein von Burgstadt, mineralogista e pedagogo alemão (n. 1493).
  - 31 de Outubro - Johannes Sleidanus, jurista, diplomata, humanista e historiador alemão (n. 1506).
- Novembro
  - 3 de Novembro - Ermolao Barbaro, O Jovem, Governador de Verona e de Pádua (n. 1493)
  - 10 de Novembro - Richard Chancellor, explorador e navegador inglês, o primeiro a penetrar o Mar Branco e a estabelecer relações com a Rússia; morreu durante um naufrágio (n. 1521).
  - 14 de Novembro - Giovanni Della Casa, religioso, poeta e literato italiano (n. 1503).
  - 14 de Novembro - Cornelis Everaert, romancista e historiador holandês (n. 1480).
  - 25 de Novembro - Henry Parker, 8° Barão Morley, literato e chefe de estado inglês (n. 1476).
- Dezembro
  - 1 de Dezembro - Peter Riedemann, Peter von Gmunden, teólogo evangélico alemão (n. 1506).
  - 23 de Dezembro - Nicholas Udall, literato e dramaturgo inglês (n. 1505).
  - 23 de Dezembro - Jacob Seeley, dramaturgo inglês (n. 1504).
- Datas Incompletas
  - Alonso de Alvarado, general espanhol (n. 1500).
  - Andrea Buora, arquiteto e escultor italiano
  - Burkard Waldis, monge franciscano e fabulista alemão (n. c1490).
  - Cristoforo Gherardi, pintor italiano (n. 1508).
  - Fuzûlî, poeta turco (n. 1483).
  - Girolamo da Carpi, pintor e arquiteto italiano (n. 1501).
  - Girolamo Santacroce, escultor e pintor italiano (n. 1480).
  - Jacob Clemens non Papa, compositor flamengo (n. 1510)
  - John Bell, Bispo de Worcester de 1539 a 1543.
  - Jörgen Kock, burgo-mestre de Malmö (n. 1487).
  - Lorenzo Lotto, pintor, desenhista e ilustrador italiano (n. 1480).
  - Michelangelo Anselmi, Lo Scalabrino, pintor italiano (n. 1492).
  - Nicolas Gombert, compositor franco-flamengo (n. c1500).
  - Porzia de' Rossi, mãe do poeta italiano Torquato Tasso (1544-1595).
  - Raffaellino del Colle, pintor italiano (n. 1495).
  - Sebastiano Grifo, humanista, impressor e livreiro francês (n. c1492).
  - Tullia d'Aragona, poetisa e literata italiana (n. 1508).

## Por tema
- 1556 no Brasil